# Laborecká rovina
Laborecká rovina je geomorfologický podcelek Východoslovenské roviny. Zabírá území mezi Čečehovským kanálem a Dušou, jižním směrem od Michalovců.

## Vymezení
Podcelek zabírá rovinaté území ve střední části Východoslovenské roviny, v širším okolí řeky Laborec. Severním směrem leží podcelky Východoslovenské pahorkatiny, od východu Zalužická pahorkatina, Podvihorlatská pahorkatina, Laborecká niva a Pozdišovský chrbát, vymezující severozápadní okraj. Západním směrem se rozkládá Malčická tabule, jižním Latorická rovina, jihovýchodním Kapušianské pláňavy a na východním okraji navazuje Senianský mokřad a Iňačovská tabule, vše podcelky Východoslovenské roviny.

## Chráněná území
V této části Východoslovenské roviny leží chráněný areál Stretavka a přírodní rezervace Raškovský luh. 

## Osídlení
Rovinaté území patří mezi středně hustě osídlené oblasti a v severní části leží i největší město Východoslovenské nížiny, Michalovce. Nachází se zde také poměrně hodně obcí, propojených silniční sítí.

## Doprava
Přirozenou dopravní křižovatkou jsou Michalovce, kde se kříží silnice I / 18 a I / 19, v jejíž trase vede i Evropská silnice E50. Severo-jižním směrem vede silnice II / 555, spojující Michalovce a Velké Kapušany, jižním okrajem i silnice II / 552 ( Oborín - Veľké Kapušany). Západní částí vede železniční trať Trebišov - Humenné, jižní částí trať Trebišov - Velké Kapušany.